# Chester Simmons
Chester "Tre" Simmons (Seattle, Washington, 24 de julio de 1982) es un exjugador de baloncesto estadounidense que jugó como profesional durante doce temporadas, casi todas ellas en Europa. Mide 1,96 metros de altura, y jugaba en la posición de alero.

## Trayectoria deportiva
Es un jugador con una gran experiencia en el baloncesto internacional, tras jugar en países como España, Israel, Rusia, Grecia y la República Checa.
En 2015, el Hapoel Tel Aviv ficha al alero, la temporada anterior, primero del Nymburk y después de los Cangrejeros de Santurce de Puerto Rico. Simmons promedió con el Nymburk 10.9 puntos y 3.6 rebotes en la liga checa, donde ganó el título, en la Eurocup aportó 14.2 puntos y 3.4 rebotes, y en la VTB 13.3 puntos y 3.8 rebotes. En Puerto Rico aportó 13.0 puntos y 4.8 rebotes por partido.